# Joe Satriani
Joe „Satch” Satriani (ur. 15 lipca 1956 w Westbury, NY) – amerykański wirtuoz gitary elektrycznej, wokalista oraz kompozytor.
W 2012 roku w plebiscycie The 100 Greatest Guitarists of All Time czytelników branżowego magazynu Guitar World zajął 5. miejsce.

## Życiorys
Zaczął grać na gitarze w wieku 14 lat, gdy dowiedział się o śmierci Jimiego Hendriksa, którego był fanem. Wcześniej trenował futbol amerykański.
Od 1971 roku, czyli już w wieku piętnastu lat, Satriani był nauczycielem gry na gitarze. Jego uczniami byli m.in. Steve Vai, David Bryson (Counting Crows), Kirk Hammett (Metallica), Alex Skolnick (Testament), Larry LaLonde (Primus), Charlie Hunter oraz wielu innych. W następnych latach grał z muzykami jazzowymi, co znacznie wpłynęło na jego styl. Byli to m.in. Lennie Tristano i Billy Bauer.
W latach 80. Joe Satriani grał koncerty z Mickiem Jaggerem i Alicem Cooperem oraz brał udział w wielu sesjach nagraniowych różnych zespołów. Założył także swój pierwszy zespół The Squares z Jeff Campitelli na perkusji i Andy Miltonem na wokalu i basie.
W latach 90. XX w. na kilka miesięcy zastąpił na koncertach gitarzystę Deep Purple – Ritchiego Blackmore’a.
Pierwszy jego solowy album został wydany w 1986 roku i nosił tytuł Not of This Earth. Za następne płyty – Surfing With the Alien, Dreaming #11, Flying In A Blue Dream, The Extremist – artysta był nominowany do nagrody Grammy.
W 1996 Satriani stworzył formację G3. Oprócz niego udział w projekcie brali Steve Vai, Adrian Legg, Paul Gilbert, Eric Johnson, Yngwie Malmsteen, John Petrucci, Kenny Wayne Shepherd, Robert Fripp i Steve Lukather. Grupa odbywała trasy koncertowe w Stanach Zjednoczonych i Europie.
Od 2009 gitarzysta formacji Chickenfoot wraz z wokalistą Sammym Hagarem (dawniej w Van Halen i Montrose), basistą Michaelem Anthonym (dawniej w Van Halen), perkusistą Chadem Smithem (grającym również w Red Hot Chili Peppers). Zespół nagrał w 2009 roku płytę, która zawiera bardzo mało z klimatów utworów Van Halen, a sporo ze stylu Satrianiego.

## Styl gry
Styl gry Satrianiego cechuje wykorzystanie wszystkich technik gry, w szczególności zaś legato i tappingu. W niektórych utworach zastosowana jest technika tappingu „pianistycznego”, gdzie palce obu rąk uderzają w struny bezpośrednio na gryfie (kostka staje się zbędna), co pozwala na uzyskanie efektów nieosiągalnych przy tradycyjnej grze. Joe Satriani jest autorem licznych „etiud” wykorzystujących tę technikę („Midnight” z płyty Surfing With the Alien, „Day At The Beach” z Flying In A Blue Dream).
Gra także tappingowe flażolety oraz często operuje systemem vibrato.

## Instrumentarium
Joe Satriani gra na gitarach marki Ibanez z serii JS oraz wzmacniaczach Peavey JSX. Obie marki produkują specjalne, sygnowane jego nazwiskiem serie produktów. W swojej muzycznej karierze oprócz gitar i wzmacniaczy Satriani używa wielu efektów. Podczas występów estradowych są to w przeważającej mierze efekty firmy Boss, takie jak: Distortion, Delay, Chorus, Flanger i wiele innych.
Równolegle Satriani korzysta z kostek amerykańskiej firmy Fulltone, takich jak: Ultimate Octave czy Deja Vibe. Ulubioną kaczką muzyka jest Dunlop 535q. Połączeniem Octave i możliwości kontroli w czasie rzeczywistym jest fenomenalny efekt – Digitech WhammyTM – którego Satriani użył w utworze „Searching” z płyty „Is There Love In Space?” (2004). Satriani we współpracy z firmą Vox przygotował efekty typu: distortion – Satchurator, delay – Time Machine oraz Big Bad Wah.
| Gitary - Ibanez JS-1000 - Ibanez JS-1200 Signature Joe Satriani - Ibanez JS-2400 Joe Satriani Electric Guitar - Ibanez JS100 Joe Satriani Electric Guitar - Ibanez Prestige Joe Satriani 20th Anniversary JS20TH Electric Guitar - Ibanez JS20 budget anniversary model Wzmacniacze i kolumny głośnikowe - Marshall JVM410HJS Joe Satriani Signature Head - Marshall 6100 Anniversary Head - Marshall 1960B 4x12 Straight Cabinet (Celestion 25W) - Peavey JSX Joe Satriani Signature Head - Peavey JSX 412 Slant Cabinet - Peavey JSX 412 Straight Cabinet - Peavey JSX Mini Colossal amp - Peavey JSX 212 Combo Osprzęt - Dimarzio „Mo’ Joe” guitar pickups - JS Signature Guitar Straps - JS Signature Guitar Picks Struny gitarowe - D’Addario EXL120 Electric Guitar Strings - D’Addario EJ16 Phosphor Bronze Acoustic Guitar Strings | Efekty gitarowe - Vox Satchurator distortion pedal - Boss CH-1 Super Chorus - Boss DD-3 Digital Delay - Boss DS-1 Distortion Keeley Mod - Boss OC-2 Dual Octave - Boss BF-3 Flanger - Boss PS-5 Super Shifter Pedal - Digitech WH-1 Whammy Reissue Pedal - Fulltone Ultimate Octave Fuzz/Octave - Groove Tubes Fat Finger Guitar Sustainer - Chandler Digital Echo/Delay - Vox Joe Satriani Big Bad Wah - Electro-Harmonix POG - Vox time machine pedal - Voodoo Lab Pedal Power AC - Voodoo Lab Pedal Power 2plus - Whirlwind selector - Rocktron Banshee - ZVex Ringtone Pozostały sprzęt - Palmer Speaker Simulator - Millennia Media STT-1 Mic Pre / frontend - Universal Audio LA-2A Limiter - Universal Audio 1176 Compressor - Pro Tools at 96k - Yamaha NS10M monitors |

## Publikacje
- Joe Satriani – Guitar Secrets, Cherry Lane Music Co., 2011, ISBN 978-1-60378-358-3.
- Strange Beautiful Music: A Musical Memoir, BenBella Books, 2014, ISBN 978-1-939529-64-0.

## Dyskografia
Albumy studyjne
| 1986                           | Not of This Earth - Data: 1986 - Wydawca: Relativity Records                                     | –   | –  | –  | –  | –  | –   |                         |
| 1987                           | Surfing With the Alien - Data: 1987 - Wydawca: Relativity Records                                | 29  | –  | –  | –  | –  | 256 | - RIAA: platynowa płyta |
| 1989                           | Flying in a Blue Dream - Data: 30 października 1989 - Wydawca: Relativity Records                | 23  | –  | –  | 76 | –  | 83  | - RIAA: złota płyta     |
| 1992                           | The Extremist - Data: 21 lipca 1992 - Wydawca: Epic Records                                      | 22  | –  | 11 | 44 | 55 | 84  | - RIAA: złota płyta     |
| 1993                           | Time Machine - Data: 10 października 1993 - Wydawca: Epic Records                                | 95  | –  | –  | 72 | 87 | 76  | - RIAA: złota płyta     |
| 1995                           | Joe Satriani - Data: 1995 - Wydawca: Relativity Records                                          | 51  | –  | 36 | 66 | –  | –   |                         |
| 1998                           | Crystal Planet - Data: 3 marca 1998 - Wydawca: Epic Records                                      | 50  | 10 | 40 | 54 | 73 | 56  |                         |
| 2000                           | Engines of Creation - Data: 14 marca 2000 - Wydawca: Epic Records                                | 90  | 37 | 86 | 79 | –  | 89  |                         |
| 2002                           | Strange Beautiful Music - Data: 25 czerwca 2002 - Wydawca: Epic Records                          | 140 | 38 | 78 | 84 | 92 | –   |                         |
| 2004                           | Is There Love in Space? - Data: 13 kwietnia 2004 - Wydawca: Epic Records                         | 80  | 45 | 83 | 97 | –  | 137 |                         |
| 2006                           | Super Colossal - Data: 14 marca 2006 - Wydawca: Epic Records                                     | 86  | 86 | 83 | 89 | –  | 235 |                         |
| 2008                           | Professor Satchafunkilus and the Musterion of Rock - Data: 31 marca 2008 - Wydawca: Epic Records | 89  | 57 | 67 | 57 | 92 | 88  |                         |
| 2010                           | Black Swans and Wormhole Wizards - Data: 5 października 2010 - Wydawca: Epic Records             | 45  | 39 | 34 | 32 | 85 | 264 |                         |
| 2013                           | Unstoppable Momentum - Data: 7 maja 2013 - Wydawca: Epic Records                                 | 42  | 77 | 32 | 59 | 67 | 197 |                         |
| 2015                           | Shockwave Supernova - Data: 24 lipca 2015 - Wydawca: Sony Music                                  | 46  | 32 | 13 | 11 | 40 | 89  |                         |
| 2018                           | What Happens Next - Data: 12 stycznia 2018 - Wydawca: Sony Music                                 | 42  | –  | 9  | 61 | 51 | –   |                         |
| 2020                           | Shapeshifting - Data: 10 kwietnia 2020 - Wydawca: Strange Beautiful Music/ASCAP/Kobalt           | –   | –  | –  | –  | –  | –   |                         |
| 2022                           | The Elephants of Mars - Data: 8 kwietnia 2022 - Wydawca: Strange Beautiful Music/ASCAP/Kobalt    | –   | –  | –  | –  | –  | –   |                         |
| „–” pozycja nie była notowana. |                                                                                                  |     |    |    |    |    |     |                         |

Minialbumy
| 1984                           | The Joe Satriani EP - Data: 1984 - Wydawca: Rubina Records | –  |                     |
| 1988                           | Dreaming#11 - Data: 1988 - Wydawca: Epic Records           | 42 | - RIAA: złota płyta |
| 2000                           | Additional Creations - Data: 2000 - Wydawca: Epic Records  | –  |                     |
| „–” pozycja nie była notowana. |                                                            |    |                     |

Albumy koncertowe
| 1997                           | G3 – Live in Concert (oraz Steve Vai, Eric Johnson) - Data: 3 czerwca 1997 - Wydawca: Sony                           | 108 | 20  | 52 | 37 |
| 2001                           | Live in San Francisco - Data: 19 czerwca 2001 - Wydawca: Sony                                                        | –   | 69  | –  | –  |
| 2004                           | G3 Live: Rockin’ in the Free World (oraz Yngwie Malmsteen, Steve Vai) - Data: 24 lutego 2004 - Wydawca: Epic Records | –   | 156 | –  | –  |
| 2005                           | G3: Live in Tokyo (oraz Steve Vai, John Petrucci) - Data: 25 października 2005 - Wydawca: Sony                       | –   | –   | –  | –  |
| 2006                           | Satriani Live! - Data: 31 października 2006 - Wydawca: Red Ink                                                       | –   | –   | –  | –  |
| 2010                           | Live in Paris – I Just Wanna Rock - Data: 2 lutego 2010 - Wydawca: Sony Music                                        | –   | 197 | –  | –  |
| 2012                           | Satchurated: Live in Montreal - Data: 24 kwietnia 2012 - Wydawca: Sony Music                                         | –   | 198 | –  | –  |
| „–” pozycja nie była notowana. | |     |     |    |    |

Kompilacje
| 1993                           | The Beautiful Guitar - Data: 1993 - Wydawca: Relativity Records                           | 53 |
| 2003                           | The Electric Joe Satriani: An Anthology - Data: 18 listopada 2003 - Wydawca: Epic Records | –  |
| 2005                           | One Big Rush - Data: 29 listopada 2005 - Wydawca: Sony BMG                                | –  |
| 2008                           | Joe Satriani Original Album Classics - Data: 16 czerwca 2008 - Wydawca: Sony BMG          | –  |
| „–” pozycja nie była notowana. |                                                                                           |    |

## Wideografia
| Rok                            | Tytuł | Pozycja na liście | Pozycja na liście | Certyfikat                 |
| Rok                            | Tytuł | SWE               | USA               | Certyfikat                 |
| ------------------------------ | --- | ----------------- | ----------------- | -------------------------- |
| 1997                           | G3 – Live in Concert (VHS; oraz Steve Vai, Eric Johnson) - Data: 3 czerwca 1997 - Wydawca: Sony           | –                 | 37                | - RIAA: platynowa płyta    |
| 2001                           | Live in San Francisco (DVD) - Data: 19 czerwca 2001 - Wydawca: Sony                                       | 13                | 15                | - RIAA: 2x platynowa płyta |
| 2004                           | G3 Live: in Denver (DVD; oraz Yngwie Malmsteen, Steve Vai) - Data: 24 lutego 2004 - Wydawca: Epic Records | 2                 | 5                 | - RIAA: platynowa płyta    |
| 2005                           | G3: Live in Tokyo (DVD; oraz Steve Vai, John Petrucci) - Data: 25 października 2005 - Wydawca: Sony       | –                 | 17                |                            |
| 2006                           | Satriani Live! (DVD) - Data: 31 października 2006 - Wydawca: Red Ink                                      | –                 | –                 |                            |
| 2010                           | Live in Paris – I Just Wanna Rock (DVD) - Data: 2 lutego 2010 - Wydawca: Sony Music                       | –                 | –                 |                            |
| 2012                           | Satchurated: Live in Montreal (DVD/Blu-ray) - Data: 24 kwietnia 2012 - Wydawca: Sony Music                | 7                 | –                 |                            |
| „–” pozycja nie była notowana. | |                   |                   |                            |

## Filmografia
- Highway Star: A Journey in Rock (2007, film dokumentalny, reżyseria: Craig Hooper)[17]
- Jason Becker: Not Dead Yet (2012, film dokumentalny, reżyseria: Jesse Vile)[18]